# Catherine De Clercq
Catherine De Clercq is een Belgische emeritus professor in de fysica aan de Vrije Universiteit Brussel en was co-directeur van het Interuniversity Institute for High Energies IIHE (ULB-VUB) in Brussel. Zij verdedigde haar doctoraat in 1981 aan de Vrije Universiteit Brussel.
Haar specialisatie is de astrodeeltjesfysica. De Clercq was degene die de Belgische activiteit in het IceCube-experiment heeft gestart en kan worden gezien als de oprichter van de astrodeeltjesfysica in Vlaanderen. Na afloop van haar onderzoek in de deeltjesfysica bij de Large Electron-Positron Collider versneller te CERN besloot De Clercq in 1999 haar onderzoek te richten op de studie van elementaire deeltjes afkomstig van astrofysische bronnen. Ze is ook na haar emeritaat nog actief in de studie van extreem hoge-energie neutrino’s.